# رابرت تراورز
رابرت تراورز (انگلیسی: Robert Travers; ۱ ژانویهٔ ۱۵۹۶ – ۱ ژانویهٔ ۱۶۴۷) سرباز، قاضی و سیاستمدار اهل دانمارک بود.